# Do You Like Rock Music?
| Совокупная оценка    | Совокупная оценка |
| Источник             | Оценка            |
| -------------------- | ----------------- |
| Metacritic           | 82/100            |
| Оценки критиков      |                   |
| Источник             | Оценка            |
| AllMusic             | [ 2 ]             |
| The A.V. Club        | A−                |
| Entertainment Weekly | B+                |
| The Guardian         | [ 5 ]             |
| Mojo                 | [ 6 ]             |
| NME                  | 7/10              |
| Pitchfork            | 8.2/10            |
| Q                    | [ 9 ]             |
| Spin                 | [ 10 ]            |
| The Times            | [ 11 ]            |

Do You Like Rock Music? — третий студийный альбом британской инди-рок-группы British Sea Power, вышедший 14 января 2008 года на лейбле Rough Trade Records.
Альбом достиг десятого места в британском хит-параде и был номинирован на Mercury Prize 2008 года.

## Отзывы
Альбом получил положительные отзывы музыкальной критики и интернет-изданий. Он получил 82 из 100 баллов на интернет-агрегаторе Metacritic.
Джеймс Кристофер Монгер из AllMusic написал, что «группа создала ветреную, нюансированную и смелую коллекцию эпических песен, которые объединяют в себе размашистую театральность инди-рока эпохи Arcade Fire без всей этой замкнутости». Барри Николсон из New Musical Express отметил, что «в нём определенно достаточно лирического остроумия и музыкальной красоты, чтобы заслужить ваше внимание. А иногда и обожания».
Это один из немногих альбомов, который не получил фактической числовой рецензии от Pitchfork, вместо этого изначально получив оценку «U.2», с рецензией, ссылающейся на его амбициозный характер и заявляющей «Do You Like Rock Music? не проваливается… но разочаровывает мягко». После изменения макета сайта и представления рейтинга, эта оценка теперь отображается как 8.2, хотя сама рецензия не изменилась.
| Год  | Альбом                  | Награда       | Результат | Ссылка |
| ---- | ----------------------- | ------------- | --------- | ------ |
| 2008 | Do You Like Rock Music? | Mercury Prize | Номинация | [ 12 ] |

## Список треков
| №   | Название                      | Автор(ы)          | Длительность |
| --- | ----------------------------- | ----------------- | ------------ |
| 1.  | «All in It»                   | Yan/BSP           | 2:11         |
| 2.  | «Lights Out for Darker Skies» | Yan/BSP           | 6:36         |
| 3.  | «No Lucifer»                  | Hamilton/BSP      | 3:27         |
| 4.  | «Waving Flags»                | Noble/Yan/BSP     | 4:07         |
| 5.  | «Canvey Island»               | Yan/BSP           | 3:41         |
| 6.  | «Down on the Ground»          | Hamilton/BSP      | 4:23         |
| 7.  | «A Trip Out»                  | Hamilton/Wood/BSP | 3:16         |
| 8.  | «The Great Skua»              | Noble/BSP         | 4:35         |
| 9.  | «Atom»                        | Yan/BSP           | 5:38         |
| 10. | «No Need to Cry»              | Hamilton/BSP      | 3:43         |
| 11. | «Open the Door»               | Hamilton/BSP      | 4:56         |
| 12. | «We Close Our Eyes»           | Yan/BSP           | 8:04         |

## Участники записи
- Ян Скотт Уилкинсон («Yan») — вокал, гитара
- Мартин Ноубл («Noble») — гитара
- Нил Хэмилтон Уилкинсон («Hamilton») — бас, вокал, гитара
- Мэтью Вуд («Wood») — ударные
- Эби Фрай — альт
- другие

## Чарты
| Чарт (2008)                            | Высшая позиция |
| -------------------------------------- | -------------- |
| Нидерланды (Album Top 100)             | 97             |
| Ирландия (IRMA)                        | 37             |
| Великобритания (UK Albums Chart)       | 10             |
| США (Billboard Top Heatseekers Albums) | 5              |